# Почта Лодзинского гетто
«Еврейская почта», также «Почта гетто», официально «Еврейская почта Лодзинского гетто» —  почтовая служба в Лодзинском гетто. Депортированные туда евреи во время Второй мировой войны создали свою собственную почтовую службу, которая подчинялась юденрату. Служба выпускала собственные почтовые марки.

## История
После нападения на Польшу и оккупации Лодзи вермахтом в сентябре 1939 года этот польский город был включен в состав Рейха в соответствии с декретом фюрера. В апреле 1940 года Лодзь была переименована в Литцманштадт в честь Карла Лицмана. Гетто было создано в районе Лодзи под командованием бригадного генерала СС Йоханнеса Шефера, и с апреля 1940 года оно стало закрытой территорией под формальным управлением юденрата во главе с «еврейским старейшиной» Хаимом Румковским, который в свою очередь подчинялся немецким властям. Внутри гетто использовалась суррогатная валюта — марка Лодзинского гетто.
Хаим Румковский поддерживал собственную почтовую службу в гетто Литцманштадт, пока гетто не было постепенно распущено и ликвидировано в 1944 году. Было открыто несколько небольших почтовых отделений и почтовых ящиков, причем хождение отправлений было ограничено территорией гетто. Примерно в 1941 году почта даже выпустила собственные марки .

## Почтовые марки
Известны три типа почтовых марок с однотипным рисунком: 5 пфеннигов темно-синего, 10 пфеннигов темно-зеленого и 20 пфеннигов темно-коричневого цвета. Марки гетто выпускались на слегка шероховатой бумаге. Некоторые из них имели слегка желтоватое гуммирование.
Марка имела альбомную ориентацию. На марке номиналом 5 пфеннигов рядом с надписью «Judenpost Litzmannstadt-Getto» был указан номинал на фоне Еврейской звезды, а также портрет Хаима Румковского, и стилизованное изображение труда в гетто. Эти марки вскоре были запрещены властями Германии и большая их часть, скорее всего, была уничтожена; до нашего времени сохранилось только несколько неиспользованных листов марок.
С филателистической точки зрения несколько оставшихся марок можно отнести к истории немецкой почты, поскольку Литцманштадт на момент выпуска считался городом Германии. Об этом также свидетельствует стоимость, поскольку она выражалась в пфеннигах, а не в злотых, как в Генеральном губернаторстве (хотя это были не рейсхмарки, а суррогатная марка Лодзинского гетто).